# Републикански път III-795
Републикански път IIІ-795 е третокласен път, част от Републиканската пътна мрежа на България, преминаващ изцяло по територията на област Бургас. Дължината му е 56,4 km.
Пътят се отклонява наляво при 50,9 km на Републикански път II-79 и се насочва на северозапад по крайните северозападни разклонения на планината Странджа. Източно от село Бистрец слиза в долината на Средецка река и продължава на север през западните хълмисти части на Бургаската низина. Преминава последователно през селата Драка, Малина, Житосвят, Екзарх Антимово и Драганци, пресича автомагистрала „Тракия“ при нейния 326-и км и западната част на възвишението Хисар и западно от град Карнобат се съединява с Републикански път I-6 при неговия 457,2 km.
| Пътища, отклоняващи се надясно (населено място, № на пътя, посока на пътя) | km   | Пътища, отклоняващи се наляво (посока на пътя, № на пътя, населено място) |
| -------------------------------------------------------------------------- | ---- | ------------------------------------------------------------------------- |
| Община Средец, II-79, 50,9 km ←                                            | 0,0  | ← 50,9 km, II-79, Община Средец                                           |
|                                                                            | 5    | → общински път (за с. Вълчаново)                                          |
| (за с. Проход) общински път ←                                              | 13,9 | → общински път (за с. Бистрец)                                            |
| с. Драка                                                                   | 18,6 | с. Драка                                                                  |
| (до гр. Средец) II-53, 195,9 km ←                                          | 22,0 | ← 195,9 km, II-53 (от с. Поликраище)                                      |
| с. Малина                                                                  | 26,1 | с. Малина                                                                 |
| (за с. Орлинци) общински път ←                                             | 27,9 |                                                                           |
| Община Карнобат                                                            | 28,7 | Община Карнобат                                                           |
| с. Житосвят                                                                | 32   | → с. Житосвят, общински път (за с. Добриново)                             |
| (за с. Черково) общински път, с. Екзарх Антимово ←                         | 39,9 | → с. Екзарх Антимово, общински път (за с. Смолник)                        |
| с. Драганци                                                                | 44,6 | с. Драганци                                                               |
| автомагистрала „Тракия“, 326 km ←                                          | 47,2 | ← 326 km, автомагистрала „Тракия“                                         |
| (до гр. Бургас) I-6, 457,2 km ←                                            | 56,4 | ← 457,2 km, I-6 (от ГКПП Гюешево)                                         |